# Państwo policyjne
Państwo policyjne – państwo, w którym obywatel pozbawiony jest ochrony przed organami bezpieczeństwa publicznego. Państwo w sposób niekontrolowany może stosować represje wobec swoich obywateli. Taka organizacja organów państwowych jest charakterystyczna dla państw o charakterze totalitarnym i dyktatorskim.
W doktrynie politycznej w XIX w. typ państwa opiekuńczego o rozbudowanym systemie nadzoru (policji) w zakresie przestrzegania porządku, opieki zdrowotnej i higieny, szkolnictwa, opieki nad starcami i sierotami itp. Od XX w. nazwa państwa policyjnego nabrała pejoratywnego znaczenia używanego obecnie – pod wpływem reżimów totalitarnych.